# Греческий легион императора Николая I

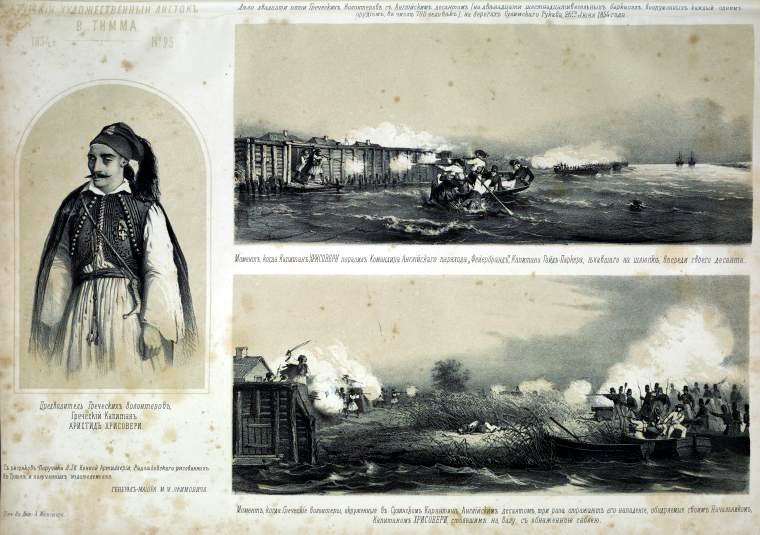
Дело 25 греческих волонтёров с английским десантом на двенадцати баркасах, вооруженных каждый одним орудием и в числе 700 человек на берегах Сулинского рукава 26 июня 1854 года

Греческий легион императора Николая I (греч. Ελληνική Λεγεώνα του Αυτοκράτορα Νικολάου Α΄) — именное (имени императора Николая I) формирование (легион) греческих волонтёров в русской армии, которое в годы Крымской войны приняло участие с 1854 по июнь 1856 года в боях на Дунае и в Крыму.

## История легиона
Согласно греческому историку П. Каролидису, Россия начала Крымскую войну, «не имела ни одного союзника, кроме маленькой Греции, не Греческого королевства, а народа эллинов по всему миру и в особенности Греческого королевства». Участие европейских держав в войне на стороне турок придало для греков этой войне характер войны Православия. 6 декабря, в день святого Николая, портреты российского императора, украшенные лаврами, находились повсеместно в Афинах, имя императора упоминалось во всех церквях. Когда же дошла новость о разгроме турецкой эскадры в Синопе, на Новый год греческое население обменивалось пожеланиями «в следующем году в Константинополе».

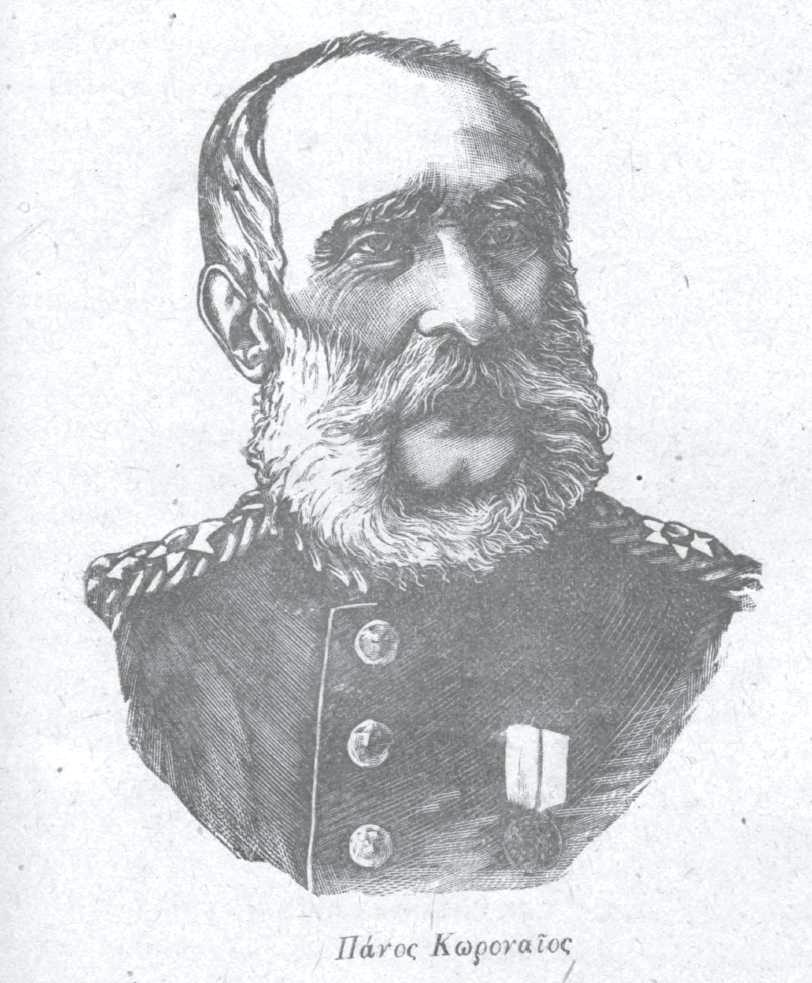
П. Коронеос, один из командиров легиона.

Проживавший в Одессе, греческий меценат Г. Маразли предоставил императору Николаю 550 тысяч рублей на реставрацию храма Святой Софии, когда русская армия войдёт в Константинополь. После сворачивания не объявленной войны в находившихся под османским контролем провинциях Эпир, Фессалия и Македония (см. Греция в годы Крымской войны), греческие волонтёры сформировали легион в составе российской армии на территории России.
Инициатива создания легиона принадлежит офицеру греческой армии А. Хрисовери (греч. Хрисовергис — Χρυσοβέργης). Появившись в начале 1854 года в Бухаресте, Хрисовери, с помощью знакомого ему российского морского офицера, грека Иоанниса Власопуло, встретился с командующим российской Дунайской армии генералом М. Д. Горчаковым и предложил ему создание отдельного отряда из греческих волонтёров. По распоряжению Горчакова Хрисовери был направлен в Особый отряд генерала А. К. Ушакова, действовавшего на нижнем Дунае. Примечательно, что греческие волонтёры не были одеты в российские военные мундиры, а носили греческую клефтскую фустаннелу, как и повстанцы Освободительной войны Греции 1821—1829 годов. Греческие волонтёры принимали участие в боях в марте 1854 года при форсировании переправы из Браилы на правый берег Дуная и в мае того же года в сражении с турками за остров Радоман.
Летом 1854 года, в Сулинском гирле, Хрисовери в звании капитана и во главе 25 греческих волонтёров принял бой против английского десанта в 700 человек. В ходе этого боя англичане потеряли убитыми 6 офицеров и 72 рядовых, включая аристократа Ричарда Гайд-Паркера IV, что послужило причиной слушания в британском парламенте.
К началу 1855 года легион, насчитывающий около 800 волонтёров, был переброшен в Крым. На знамени легиона было написано на греческом «За Православие». При штурме Евпатории 5 февраля 1855 года легион потерял убитыми несколько десятков человек, 30 раненными, среди которых командиры Хрисовери и Стамати. Последний позже умер от ран.
После Евпатории Греческий легион принял участие в обороне Севастополя, в составе гарнизона с 1 марта по 27 августа 1855 года. После того как русские войска оставили Севастополь, легион держал оборону на Инкерманских и Мекензиевых высотах, участвовал в вылазках, а в сражении на речке Чёрной 6 (16) августа 1855 года легион в составе 500 человек сражался в левой колонне войск под командованием генерал-лейтенанта Бельгарда и участвовал в штурме Телеграфной горы. Среди отличившихся командование отметило волонтёров: командира 4-й роты Антона Гини, майора Аристида Хрисовери и других.
По окончании войны 735 легионеров были награждены медалями «За защиту Севастополя». Более 500 греческих волонтёров пали на полях сражения и умерли от болезней.
В июне 1856 года легион был расформирован. Часть волонтёров отказалась возвращаться домой, опасаясь преследования турецких властей, поскольку многие были турецкими подданными. 201 человек поселились у Мариуполя (Мариупольский уезд) Екатеринославской губернии, куда в XVIII веке пришли анатолийские греки и поселено в 1779 году коренное греческое население Крыма. Легионеры назвали свой посёлок в честь своего формирования Ново-Николаевкой. Позже в обиходе мариупольцев появилось название Волонтёровка.
В 1864 году отставной полковник Аристид Хрисовери обратился с прошением к российским властям о сооружении памятника грекам, павшим в Крымской войне. Проект памятника был осуществлён в 2016 году спустя 150 лет после разработки первоначального проекта. В наши дни памятная плита в честь Греческого легиона установлена в Севастополе.

## Память
Монумент работы скульптора А. С. Коробцева Греческому легиону императора Николая I был установлен в Севастополе в 2016 году.